# Villa María Academy
Villa María Academy es una institución educacional católica para mujeres, ubicada en Santiago, Chile. Fue fundada en 1940 por la congregación de religiosas estadounidenses Hermanas Siervas del Inmaculado Corazón de María, quienes en 2009 entregaron la dirección a manos laicas y en 2011 abandonaron el país las tres últimas religiosas, dejando el colegio a cargo de laicos comprometidos con su proyecto educativo.

## Historia
El Nuncio Apostólico en Chile, monseñor Aldo Laghi, invitó a fines de los años 1930 a las Hermanas Siervas del Inmaculado Corazón de María a  formar un convento y un colegio en Santiago. Fue así como en 1940 estas estadounidenses fundaron el Villa María Academy. Las hermanas, que un principio era solo ocho, se establecieron primero en la calle República (85 alumnas), en el centro de la ciudad. Dos años más tarde se trasladaron a la calle Dieciocho esquina Rosas, frente al Palacio Cousiño; en 1944 a Pedro de Valdivia (donde las religiosas pasaron a ser 11) en Providencia; y finalmente, en 1950, al edificio de la avenida Presidente Errázuriz 3753, esquina Alcántara (por la que también tiene un portón en el número 621), en el barrio El Golf, comuna de Las Condes.
En 2009 las Hermanas Siervas del Inmaculado Corazón de María 2009 entregaron la dirección a manos laicas y en 2011 abandonaron el país las tres últimas religiosas, dejando el colegio a cargo de laicos comprometidos con su proyecto educativo. Legalmente el colegio pertenece a la Fundación VMA y la Fundación IHM vela por la continuidad espiritual y por la filosofía de trabajo tal como la Congregación la ha concebido.
El colegio Villa María Academy brinda educación desde prekinder hasta 4º medio, pasando por los 8 cursos de básica. El VMA tiene su Centro de Alumnas, Centro de Padres y Apoderados, y su Fundación, "encargada de velar por el funcionamiento eficiente, efectivo y transparente del colegio". Además, el VMA apadrina al Colegio Nuestra Señora del Carmen de Curacaví, fundado a fines del siglo XX por las Hermanas. 
La Asociación de Exalumnas del VMA ha creado un proyecto de 55.000 UF, en un sitio de 2.000 metros en la calle Camino San Francisco de Asís 505, donde se han construido 1.200 metros con los 24 departamentos de la Casa Alma Mater VMA, donde pueden vivir exalumnas de más de 60 años capaces de valerse por sí mismas que tengan problemas financieros o de soledad; tiene, además un oratorio, comedor, living, cafetería, cocina y salas multiuso para cursos abiertos a toda la comunidad y para el funcionamiento del Club VMA.

## Exalumnas
- Ignacia Baeza, actriz
- Emilia Benítez Silva, periodista
- Luz Croxatto, actriz
- Catalina Edwards, periodista
- Josefa Errázuriz, socióloga y política
- Antonia Eyzaguirre Altamirano, periodista
- Adriana Valdés, ensayista
- Lucía Gallo Da Costa, editora
- Pía Guzmán Mena, abogada, diputada (1998-2006)
- Paz Irarrázabal, actriz
- Verónica López Helfmann, periodista
- Patricia Matte, socióloga
- Coté de Pablo, actriz
- Macarena Pizarro, periodista
- Ángela Prieto, actriz
- María José Prieto, actriz
- Carolina Schmidt, ministra de Medio Ambiente
- Marcela Serrano, escritora
- Margarita Serrano, periodista
- Sol Serrano, historiadora
- Carolina Urrejola, periodista
- Julia Vial, periodista
- Mónica Zalaquett, diputada (2010-2014)
- Alejandra Pérez Lecaros, ministra de cultura (2018)
- Bernardita Danús, Ingeniera Comercial y escritora
- Pamela Gidi Masías, Subsecretaria Telecomunicaciones (2018)
- Adriana Tudela, Congresista en Perú (2021-2026)
- Martina Weil, Campeona panamericana de 400 mts planos
- María José Zaldívar, Exministra del Trabajo

## Galería

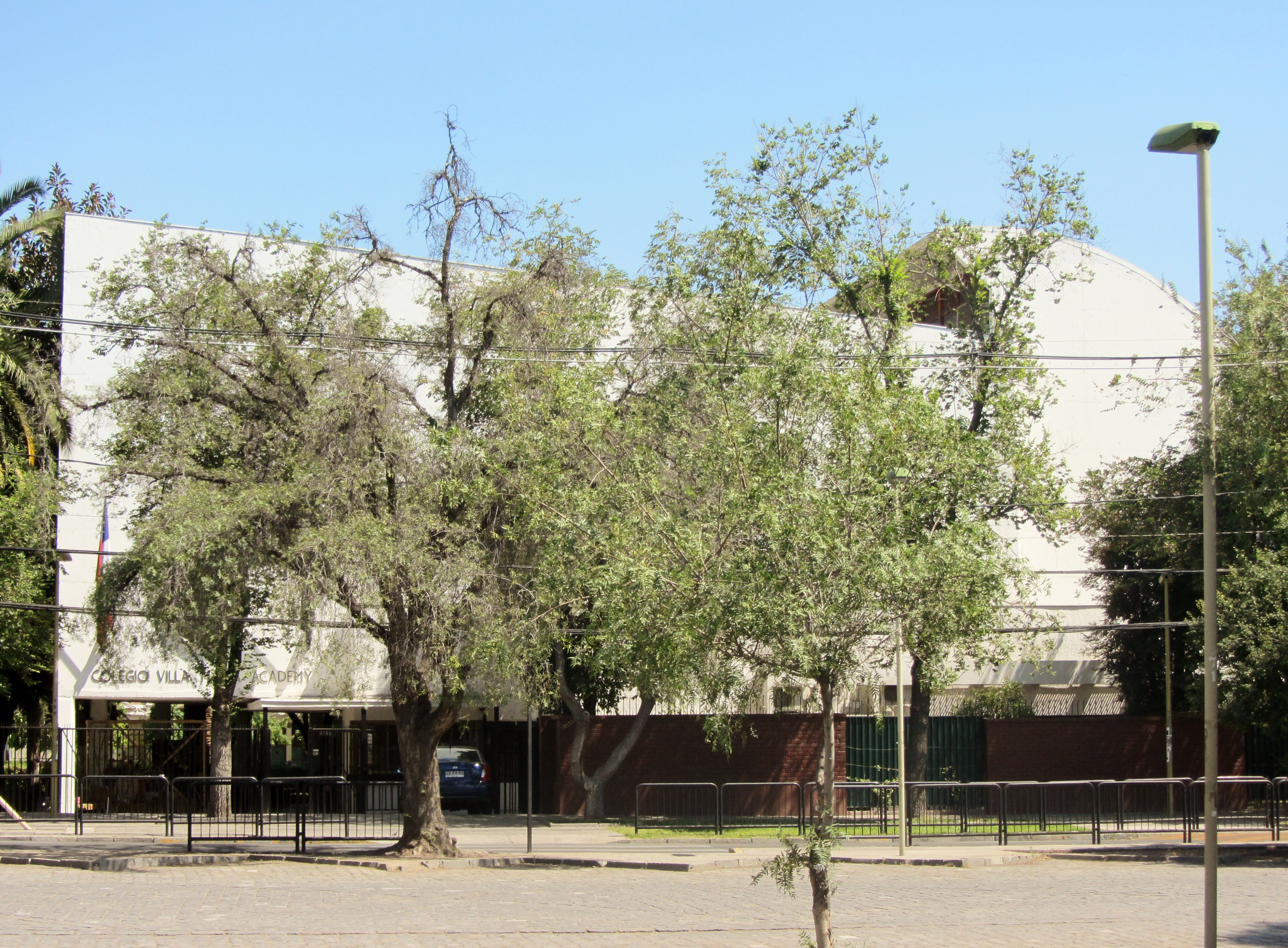
El colegio fotografiado desde la acera norte de Pte Errázuriz
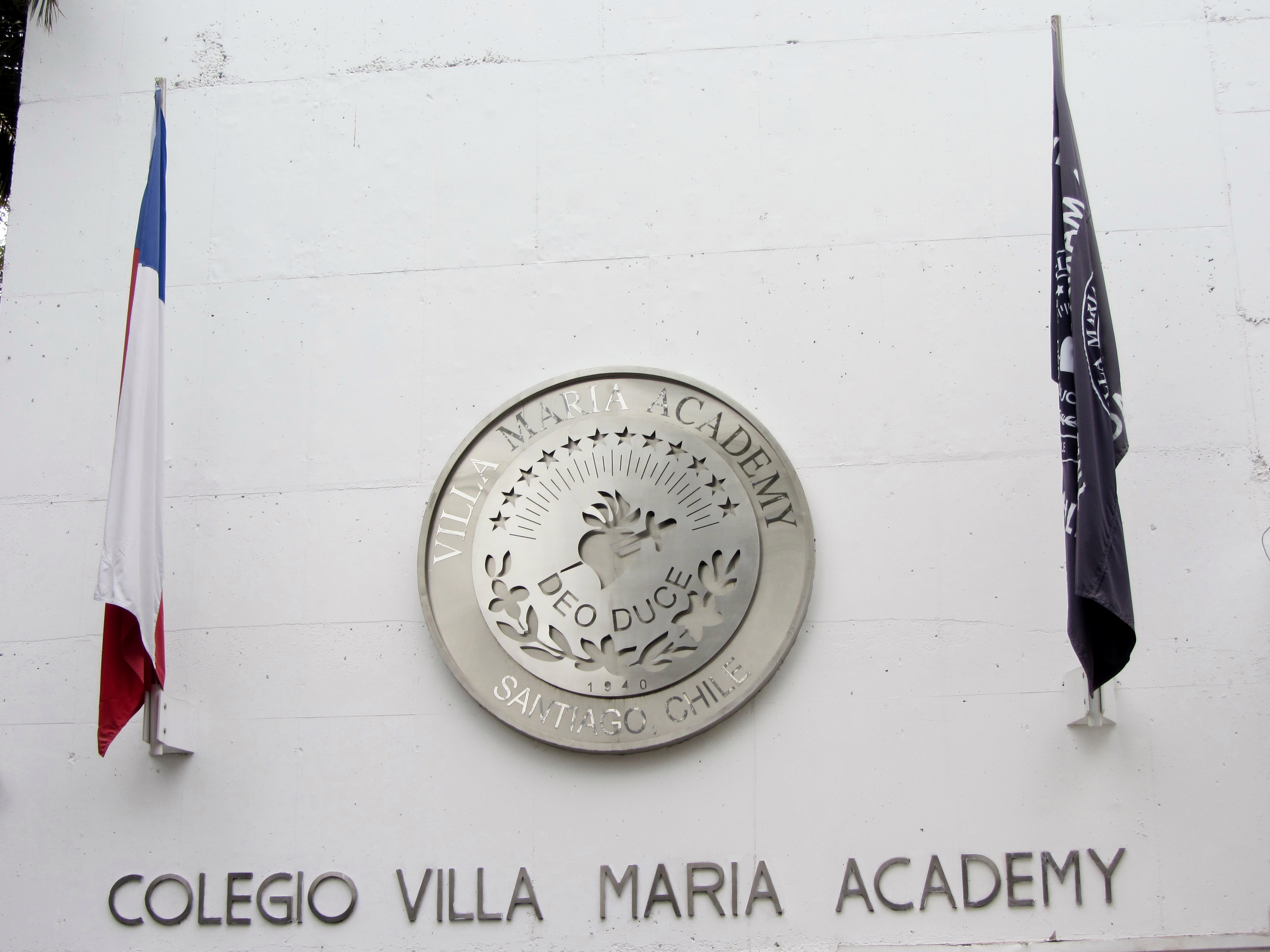
Emblema y banderas en el frontis
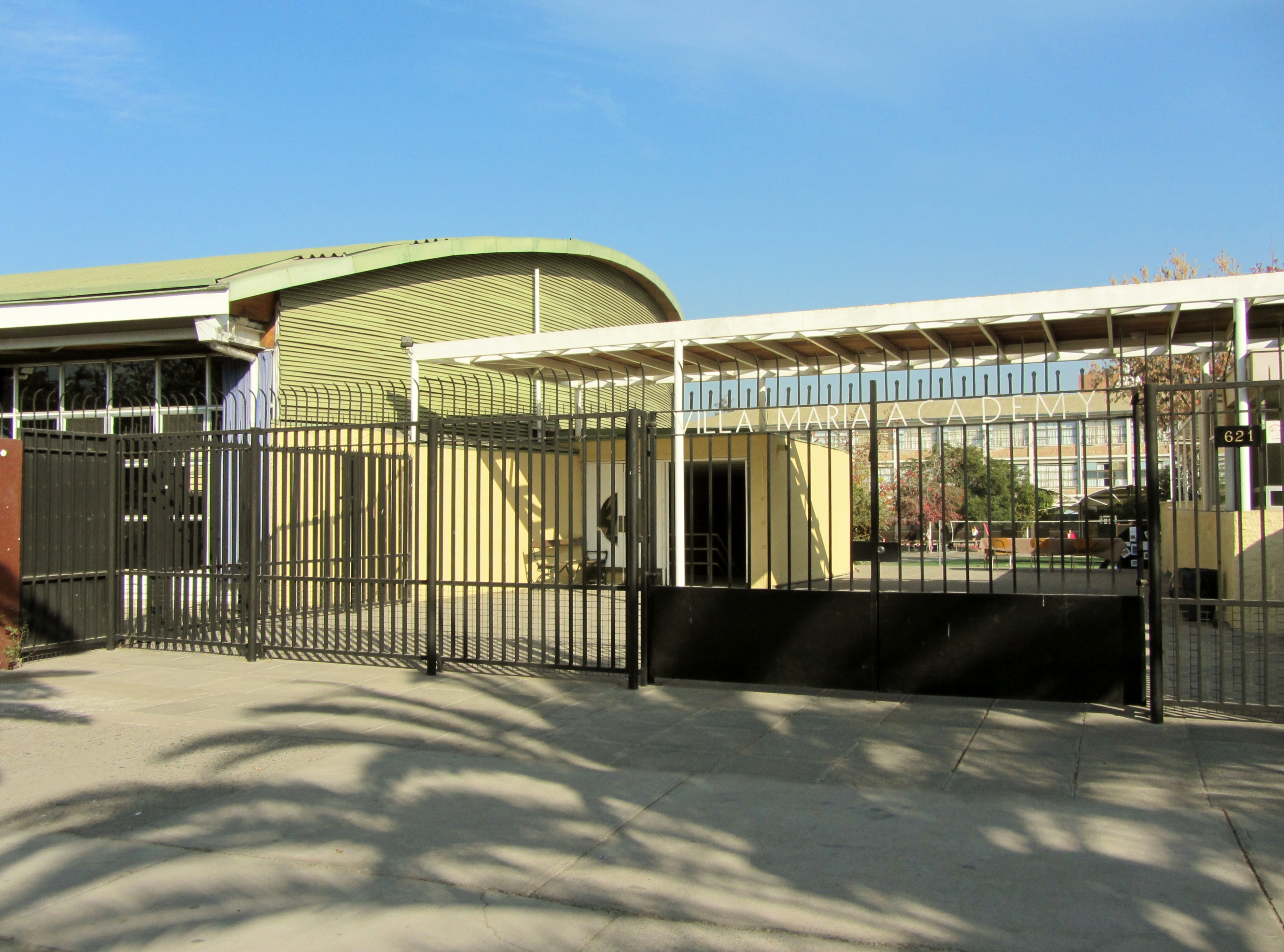
Portón de Alcántara 621
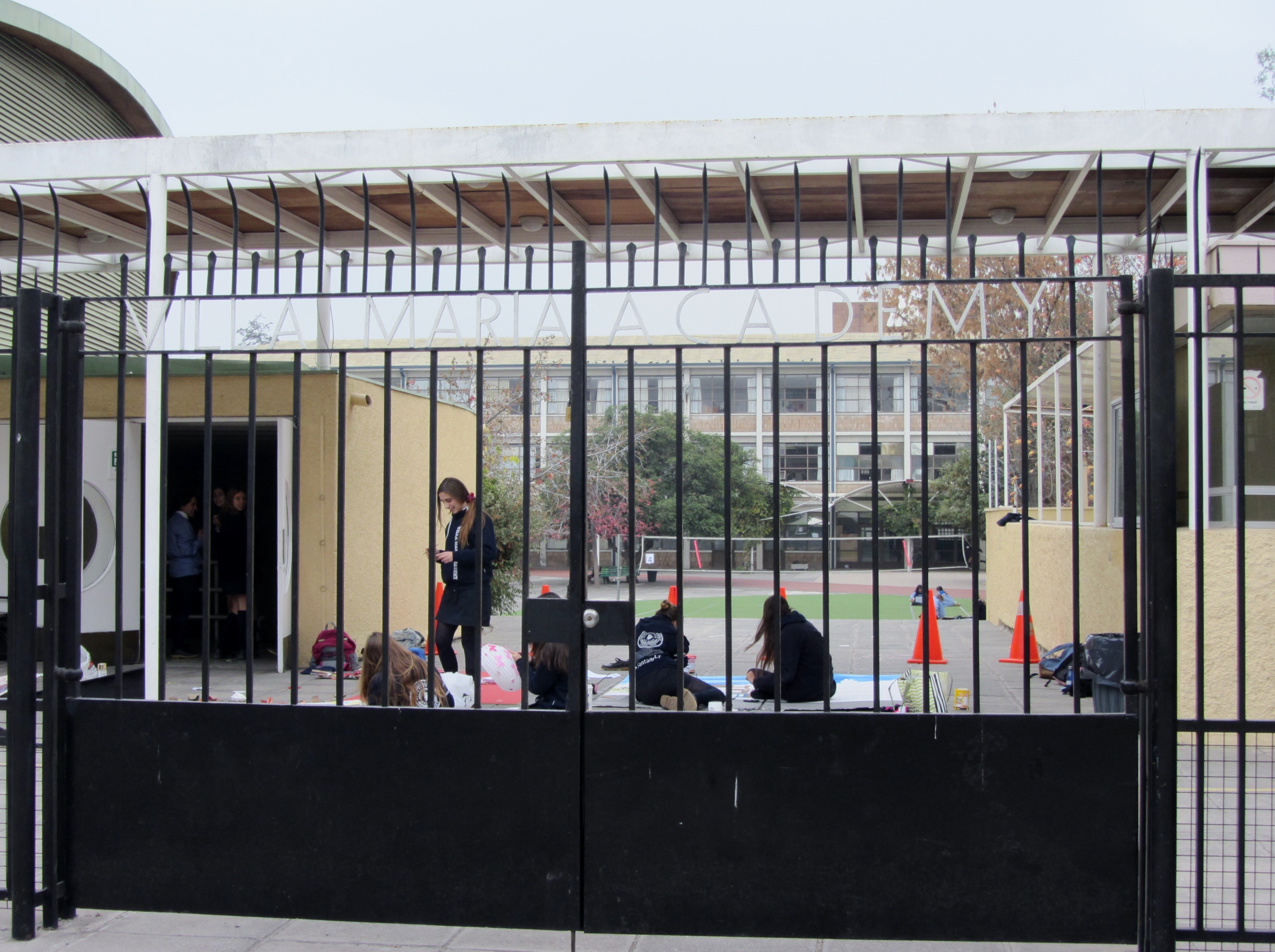
Alumnas trabajando
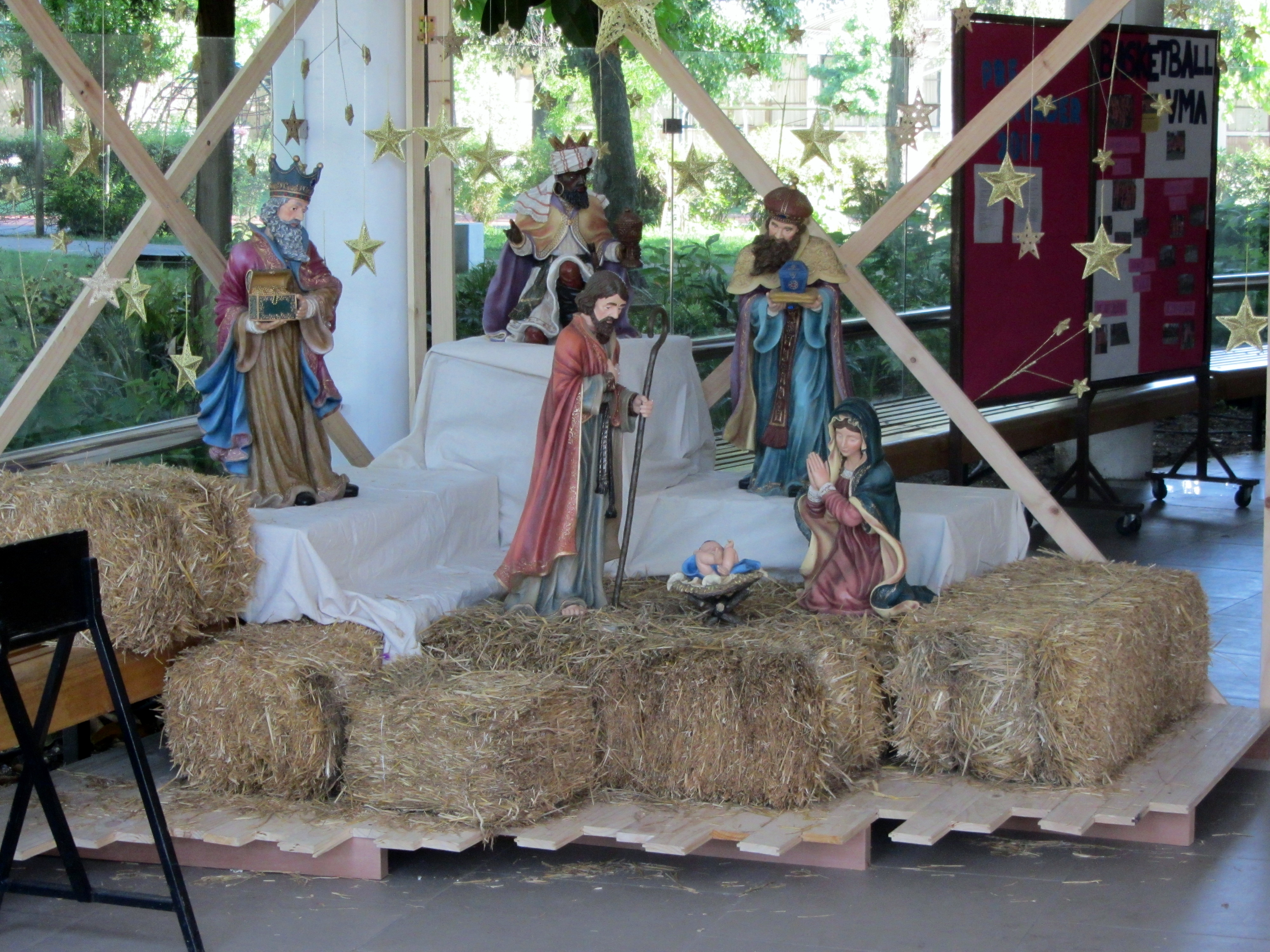
Pesebre 2015